# Антоніаді (марсіанський кратер)
Антоніаді (грец. Αντωνιάδης, фр. Antoniadi) — це метеоритний кратер на рівнині Syrtis Major Planum, Марс, розташований за координатами 21,5° пн. ш., та 299,2° зх. д. Його діаметр становить приблизно 400 км. Кратер був названий на честь грецького астронома Ежена Мішеля Антоніаді (1870–1944), який більшу частину свого життя провів у Франції.
Існують докази того, що територією кратера Antoniadi колись протікали річки, а також містилися озера.

## Інвертований рельєф
Деякі місця на Марсі мають інвертований рельєф. Інвертовані канали формуються як наслідок накопичення відкладів, які з часом зазнають цементування мінералами. Так, канали «вгризаються» шляхом ерозії у поверхню, потім дно покривається відкладами, відклади з часом цементуються і утворюють дуже міцний, відпорний на ерозію шар. Як наслідок, у таких випадках ложе річки стає височиною, а не долиною, якщо порівнювати з рештою території. Інвертування рельєфу каналів древніх потоків може бути спричинене також відкладеннями великого каміння на дні каналу. В будь-якому випадку, ерозія матиме сильний вплив лише на навколишній ландшафт, тоді як старе ложе річки залишиться майже неторкнутим, оскільки є відпорним на ерозію, а як результат — височітиме у вигляді кряжу над рештою території. Знімок кратера Антоніаді нижче, виконаний камерою HiRISE, демонструє звивисті кряжі, які насправді є старими каналами потоків, що зазнали інвертування рельєфу.

## Галерея

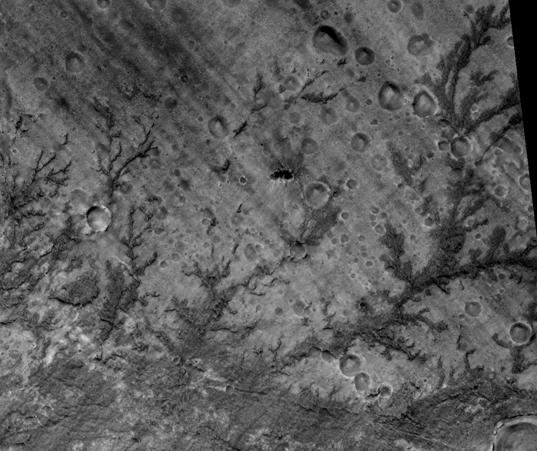
Інвертовані канали потоків у кратері Антоніаді, знімок HiRISE.

## посилання
- Sjogren, W. L.; Ritke, S. J., Mars — Gravity data analysis of the crater Antoniadi(англ.)
- Antoniadi in Google Mars [Архівовано 22 лютого 2011 у Wayback Machine.]